# Pseudoplatystoma orinocoense
Pseudoplatystoma orinocoense är en fiskart som beskrevs av Buitrago-suárez och Burr 2007. Pseudoplatystoma orinocoense ingår i släktet Pseudoplatystoma och familjen Pimelodidae. Inga underarter finns listade i Catalogue of Life.